# Großsteingrab Lundegård 2
Das Großsteingrab Lundegård 2 war eine megalithische Grabanlage der jungsteinzeitlichen Nordgruppe der Trichterbecherkultur im Kirchspiel Gørløse in der dänischen Kommune Hillerød. Es wurde im 19. oder frühen 20. Jahrhundert zerstört.

## Lage
Das Grab lag nordnordwestlich von Gørløse und östlich des Hofs Lundegård unmittelbar an der Bahnstrecke. In der näheren Umgebung gibt bzw. gab es zahlreiche weitere megalithische Grabanlagen.

## Forschungsgeschichte
Im Jahr 1890 führten Mitarbeiter des Dänischen Nationalmuseums eine Dokumentation der Fundstelle durch. Bei einer weiteren Dokumentation im Jahr 1942 waren nur noch Reste der Hügelschüttung vorhanden.

## Beschreibung
Die Anlage besaß eine nordost-südwestlich orientierte rechteckige Hügelschüttung mit einer Länge von etwa 17 m und einer Breite von etwa 8 m. 1890 waren noch 14 Umfassungssteine erhalten: acht im Osten, drei im Westen, einer im Südosten und zwei im Nordwesten.
Der Hügel enthielt zwei Grabkammern. Die erste lag etwa 5,5 m vom südwestlichen Ende entfernt. Sie war 1890 nur noch in Resten erhalten. Über Form, Maße und Orientierung liegen keine Angaben vor.
Die zweite Kammer lag etwa 3 m vom nordöstlichen Ende entfernt. Sie hatte einen fünfeckigen Grundriss und ist somit als Polygonaldolmen anzusprechen. Sie hatte eine Länge von 2,2 m, eine Breite von 1,7 m und eine Höhe von 1,2 m. 1890 waren noch drei Wandsteine erhalten. Die anderen Wandsteine und der Deckstein fehlten.